# Oficina Francesa de la Biodiversitat
L'Oficina Francesa de la Biodiversitat (OFB) és un organisme públic de l’Estat francès, creat per la llei 2019-773 del 24 de juliol del 2019, que contribueix al seguiment, preservació, gestió i restauració de la biodiversitat, pel que fa als ambients terrestres, aquàtics i marins, així com a la gestió equilibrada i sostenible de l’aigua en coordinació amb la política naciona francesa de lluita contra l'escalfament global. L’Oficina resultà de la fusió, l'1 de gener del 2020 de l'Agència Francesa per la Biodiversitat (AFB) amb l'Oficina nacional de Caça i de la Fauna Salvatge (ONCFS). La seva creació també modificà les missions de les federacions de caçadors i té l'objectiu declarat de reforçar la policia ambiental.

## Objectius
L'oficina té cinc objectius:
1. contribuir a l'exercici de la policia administrativa i judicial relacionada amb l'aigua, els espais naturals, les espècies, la caça i la pesca i la policia sanitària en relació amb la vida salvatge. En matèria de policia judicial, pot dur a terme investigacions, a través d’inspectors ambientals i sota el control del fiscal, des del descobriment de la infracció fins a la conducció de l’acusat al jutjat, sense haver de renunciar a la jurisdicció en favor d’un oficial de policia judicial. En l’àmbit de la policia administrativa, els inspectors ambientals poden prendre mostres quan participen en la policia sanitària;
2. promoure el coneixement, la investigació i l'expertesa en espècies, els ambients, les seves funcions i usos, riscos per a la salut relacionats amb la vida salvatge i l'expertesa en la gestió adaptativa de les espècies;
3. ajudar a implementar polítiques públiques d’aigua i biodiversitat;
4. donar suport a la gestió d’espais naturals;
5. donar suport a la mobilització de la societat civil i els agents econòmics en qüestions de biodiversitat.

També és responsable, en nom de l'Estat, d'organitzar l'examen de la llicència de caça i l'expedició d'aquesta llicència. Un decret del 5 de febrer de 2020 n'especifica les modalitats.
L'OFB gestiona o co-gestiona les àrees protegides, a les quals proporciona recursos humans, financers i tècnics:
- 9 parcs naturals marins (6 a la França continental i 3 als territoris d'ultramar),
- el santuari de mamífers marins Agoa a les Antilles,
- 109 pàgines web Natura 2000 marins i 4 terrestres.
- 8 reserves naturals nacionals (RNN)
- 8 reserves nacionals de caça i fauna salvatge (RNCFS)
- 11 reserves de caça i fauna (RCFS);
- 3 reserves de caça i fauna salvatge corses (RCFS de Còrsega);
- 1 reserva de la biosfera;
- jaciments del conservatori del litoral;
- 1 ordre de protecció de biòtops (APB).

## Organització, governança, recursos, ubicació
L'oficina es troba sota la doble supervisió del Ministeri de Transició Ecològica i Solidaritat i del Ministeri d'Agricultura de França.

### Consell d'administració
L'oficina està administrada per un consell d'administració format per 43 membres dividits en cinc col·legis:
- el primer està format per representants de l’Estat, representants d’establiments públics nacionals i personalitats qualificades;
- el segon col·legi inclou representants dels sectors econòmics afectats, representants d'organitzacions agrícoles i forestals professionals, associacions de protecció del medi ambient aprovades, gestors d'espais naturals, autoritats cinegètiques i autoritats de pesca recreativa;
- representants dels comitès de conca, així com de les autoritats locals i els seus grups;
- representants elegits del personal de l’oficina;
- finalment, el cinquè col·legi està format per dos diputats, un dels quals és elegit en una circumscripció d'ultramar i dos senadors, un dels quals és elegit en una circumscripció d'ultramar.

Els representants de la Federació Nacional de Caçadors, les Federacions Departamentals de Caçadors i la Federació Nacional de Pesca i Protecció del Medi Aquàtic representen el 10% dels membres del consell d'administració.
El president del consell d’administració és elegit dins del consell d’administració pels seus membres.

### Altres consells
L’Oficina compta amb un consell científic i un comitè d'orientació, ubicats al consell d’administració.

### Direcció
L'oficina està dirigida per un director general, designat per decret.

### Recursos financers
En el marc del seu pressupost per al 2020, l’OFB comptà amb 433 milions d’euros de recursos, que li permeteren fer una contribució en benefici dels onze parcs nacionals (inclòs el nou parc forestal nacional) per un import de 67,5 milions d’euros per al 2021.
Els seus recursos provenen en particular de:
- una contribució anual de les agències de l’aigua per valor de 332 milions d’euros;
- el gravamen anual sobre el producte de la taxa de contaminació difusa segons el pla Écophyto per 41 milions d'euros;
- i una subvenció per a les despeses de servei públic de l'Estat incloses al programa 113 "Paisatges, aigua i biodiversitat", de la missió "Ecologia, desenvolupament sostenible i mobilitat" per 41 milions d’euros | data= 6 de febrer del 2020.

Tanmateix, un informe del Consell Econòmic, Social i Ambiental publicat el 2020, sentencià que "els recursos i el personal assignats a l’OFB no li permetran dur a terme totes les seves missions".

### Recursos humans
Per complir els seus objectius, l'Oficina compta amb equips multidisciplinars (inspectors ambientals, enginyers, veterinaris, tècnics, personal administratiu, etc.) que tenen més de 2.800 agents repartits per tot el territori nacional.
L'establiment s’estructura en tres nivells:
- un nivell nacional on es defineix i es dirigeix la política i l'estratègia de l'OFB (departaments i delegacions nacionals);
- una escala regional on s’exerceix la coordinació i la variació territorial (oficines regionals);
- nivells departamentals i locals, implementació operativa i específica (serveis departamentals, oficines de façanes, parcs naturals marins, etc.).
- Al voltant de 1400 servidors de la plantilla total treballen als 88 serveis departamentals o interdepartamentals a la França continental.

### Ubicació
La seu de l'Oficina Francesa de la Bbiodiversitat es troba a Vincennes, a Val-de-Marne.
L'agència està present a tot el país amb els seus cinc llocs nacionals situats a Vincennes (Val-de-Marne), París Wagram, Saint-Benoît a Auffargis (Yvelines), Brest (Finisterre) i Pérols (Hérault). Localment, l’OFB es divideix en onze direccions regionals, una direcció interregional i un departament d’ultramar que reuneix 90 serveis departamentals i tres serveis interdepartamentals a la França metropolitana i quatre serveis departamentals d’ultramar.